# Haller Mauern
Haller Mauern är en ås i Österrike.   Den ligger i förbundslandet Steiermark, i den centrala delen av landet, 160 km väster om huvudstaden Wien.
I omgivningarna runt Haller Mauern växer i huvudsak blandskog. Runt Haller Mauern är det ganska glesbefolkat, med 25 invånare per kvadratkilometer.